# Rodney Berman

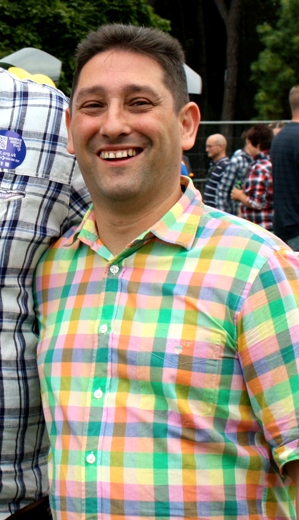
Rodney Berman

Rodney Simon Berman OBE là một chính khách Dân chủ Tự do, hiện là ủy viên hội đồng của phường Penylan ở Cardiff. Ông trước đây là ủy viên hội đồng của phường Plasnewydd, và cũng là lãnh đạo của Hội đồng Cardiff từ năm 2004 đến 2012.
Sinh ra và lớn lên ở Glasgow, Berman học tại Đại học Glasgow, nơi ông đã giúp điều hành Đảng Dân chủ Tự do của Đại học Glasgow, trước khi chuyển đến xứ Wales để theo học Tiến sĩ.
Berman đã ứng cử vào Quốc hội với tư cách là ứng cử viên Dân chủ Tự do xứ Wales cho Cardiff South và Penarth năm 2001, và Rhondda năm 1997, đứng thứ ba trong mỗi dịp. Người đại diện của ông cho ghế Rhondda là Giáo sư Russell Deacon. Berman là đảng Dân chủ Tự do cuối cùng bảo đảm tiền ký quỹ của họ ở đó cho đến cuộc tổng tuyển cử năm 2010.
Năm 2006, Berman là người chiến thắng đầu tiên của giải thưởng Chính trị gia địa phương của năm.
Cuộc bầu cử địa phương năm 2008 chứng kiến đảng Dân chủ Tự do dưới sự lãnh đạo của Berman tăng đại diện, giành ghế mới ở phía đông (Trowbridge), phía tây (Llandaff) và phía nam thành phố (Butetown).  Dưới sự lãnh đạo của Berman, đảng Dân chủ Tự do đã có được đại diện lớn nhất của họ ở Cardiff trong hơn một thế kỷ.
Trong cuộc bầu cử hội đồng năm 2012, đảng Dân chủ Tự do đã mất quyền kiểm soát Hội đồng Cardiff đối với Công Đảng xứ Wales, và Berman cũng mất ghế sau hai lần kể lại.
Berman được bổ nhiệm làm Sĩ quan của Huân chương Đế quốc Anh (OBE) trong Danh hiệu Năm mới 2013 cho các dịch vụ cho chính quyền địa phương và cộng đồng ở Cardiff.
Ông trở lại với tư cách là ủy viên hội đồng vào tháng 5 năm 2017 cho Phường Penylan.

## Đời tư
Berman là người đồng tính công khai. Vào tháng 8 năm 2006, ông tham gia vào Quan hệ đối tác dân sự với đối tác của mình, cựu nhà báo của ITV News, Nick Speed.